# Masokismo
Masokismo, pubblicato il 13 marzo 2009, è il secondo album dei Masoko.

## Tracce
1. Fitness – 3:33
2. Non devi aver paura – 2:52
3. Savoir faire – 3:21
4. Maiale – 1:50
5. Storia Breve – 3:01
6. Manager – 2:32
7. Postgroupie – 3:27
8. Quello che mi dici – 3:40
9. Duedita – 2:51
10. Troppitrucchi – 3:54
11. Musica – 3:32